# Las chicas están bien
Las chicas están bien es una película de comedia dramática española de 2023 escrita, dirigida y protagonizada por Itsaso Arana, junto a Barbara Lennie, Irene Escolar, Itziar Manero y Helena Ezquerro. La película que es el debut de Arana como guionista y directora, fue estrenada en cines el 25 de agosto de 2023.

## Sinopsis
Un grupo de actrices se junta en una casa de campo durante una semana de verano para ensayar una obra de teatro. Mientras conviven, se intercambian sus opiniones sobre la amistad, la actuación, el amor, la orfandad y la muerte.

## Reparto
- Bárbara Lennie como Bárbara.
- Irene Escolar como Irene.
- Itziar Manero como Itziar.
- Helena Ezquerro como Helena.
- Itsaso Arana como Itsaso.
- Gonzalo Herrero como Gonzalo.
- Mercedes Unzeta como Mercedes.
- Julia León como Julia.

## Estreno
Las chicas están bien se proyectó por primera vez, en el Festival de Cine de Karlovy Vary en julio de 2023. También se proyectó, fuera de competición, en la  71.ª edición del Festival Internacional de Cine de San Sebastián celebrados en septiembre de 2023. La película se estrenó el 25 de agosto de 2023 en cines.

## Premios
| Premio        | Día de la ceremonia   | Categoría                 | Destinatarios                  | Resultado | Ref.        |
| ------------- | --------------------- | ------------------------- | ------------------------------ | --------- | ----------- |
| Premios Feroz | 26 de enero de 2024   | Mejor película de comedia | Jonás Trueba y Javier Lafuente | Nominada  | [ 8 ] [ 9 ] |
| Premios Goya  | 10 de febrero de 2024 | Mejor director novel      | Itsaso Arana                   | Nominada  | [ 10 ]      |